# Beinisvørð
De Beinisvørð is een 470 meter hoge klif op het eiland Suðuroy behorende tot de Faeröer. De klif is gesitueerd aan de westkust van het eiland tussen de plaatsen Lopra en Sumba. Veel zeevogels hebben hun nest in de klif, voor de lokale bevolking was het daarom een belangrijke bron van voedsel. Mannen klommen vanaf de top naar beneden om zeevogels te vangen en eieren te rapen.

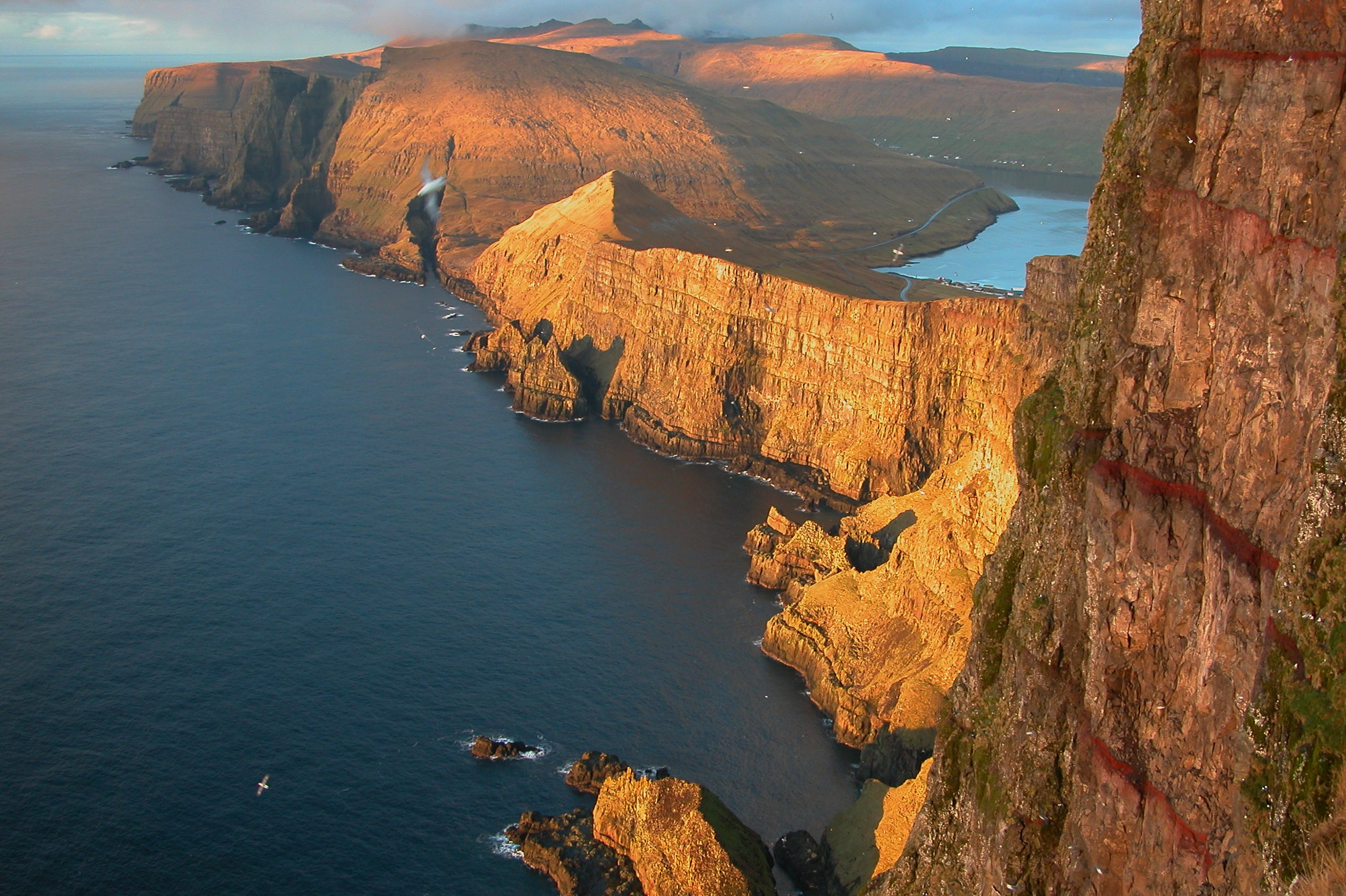
De westkust van Suðuroy gezien vanaf Beinisvørð
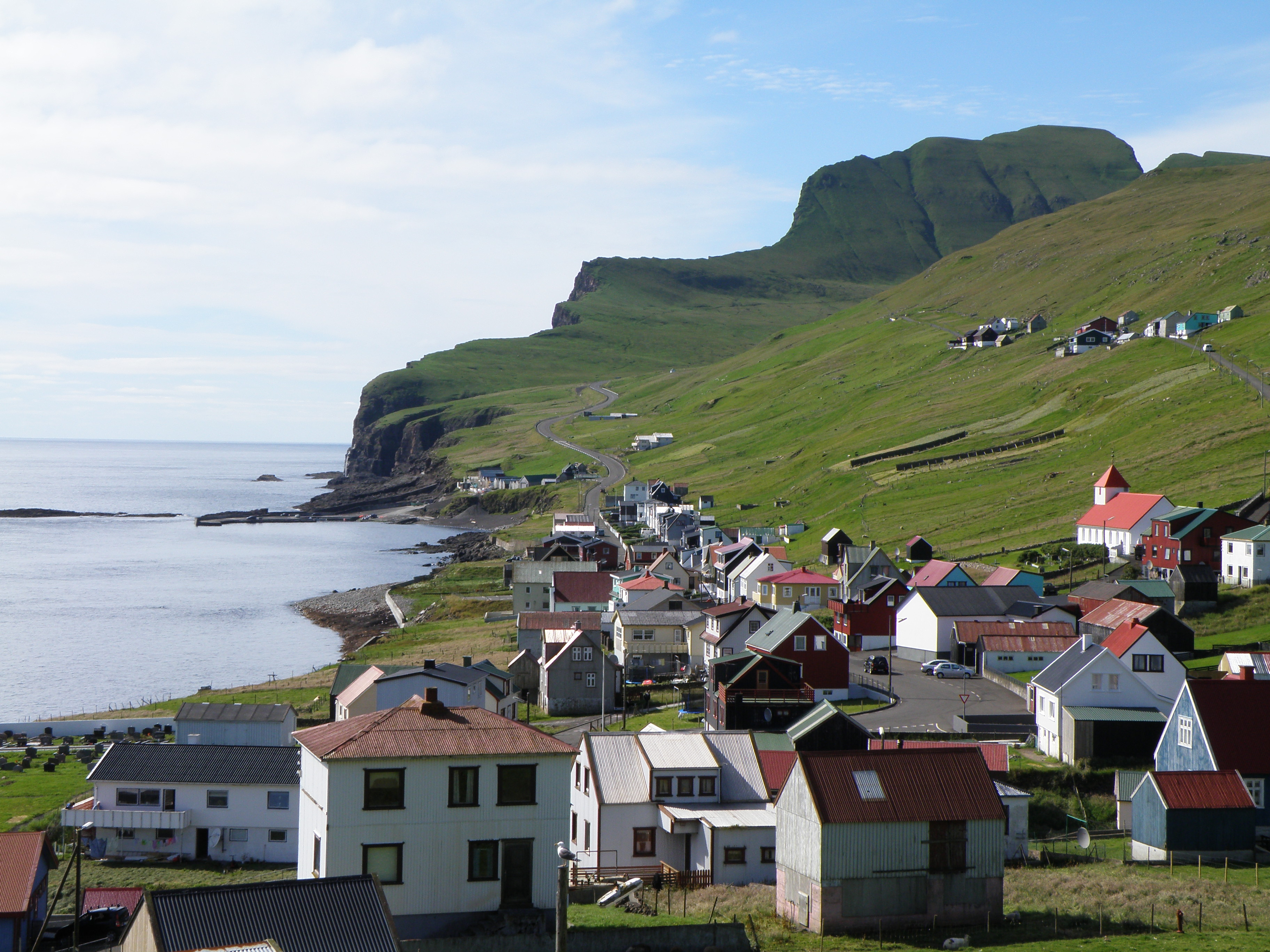
Sumba - Beinisvørð
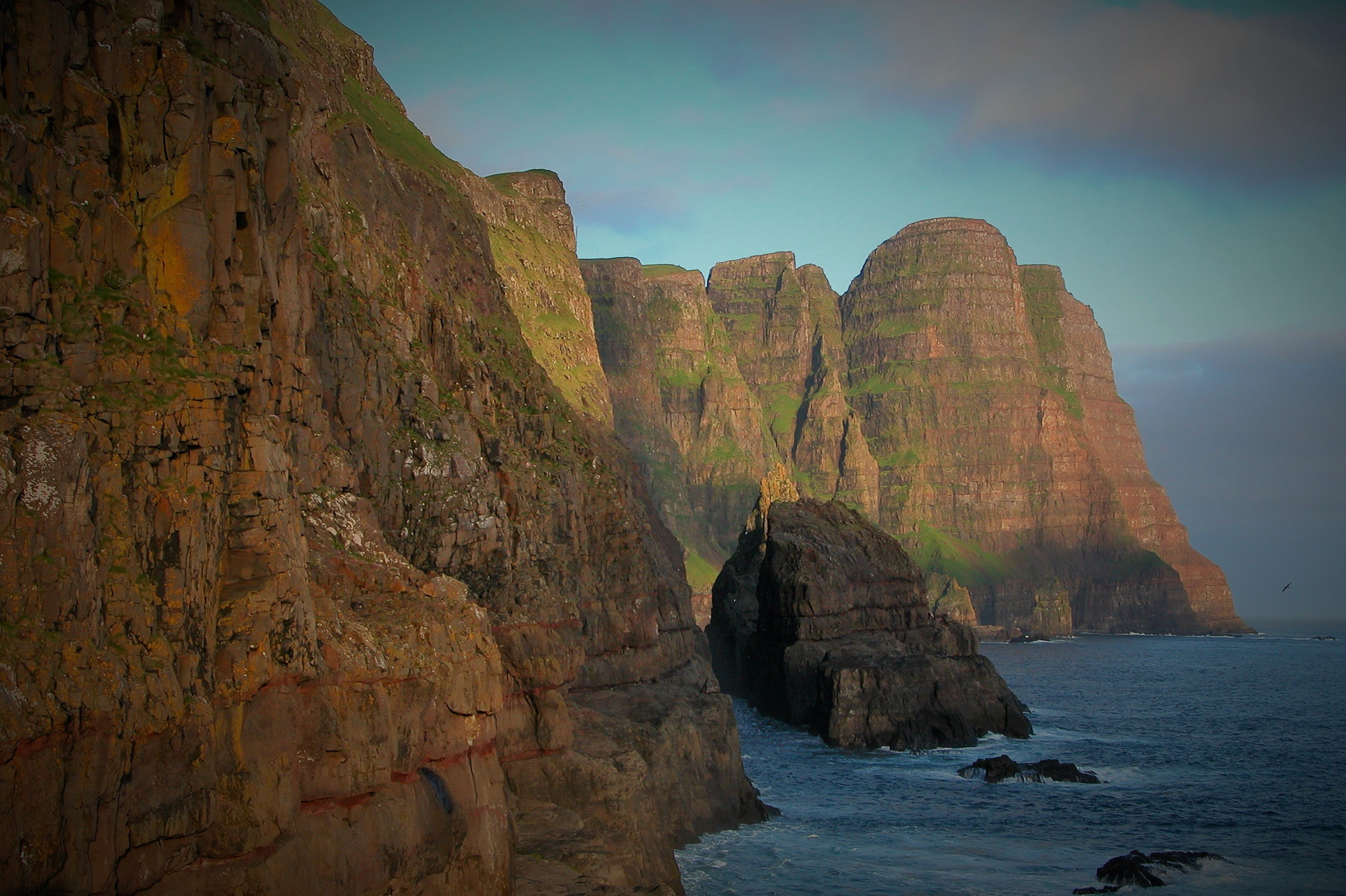
Suðuroys westkust Lopraneiði - Beinisvørð.
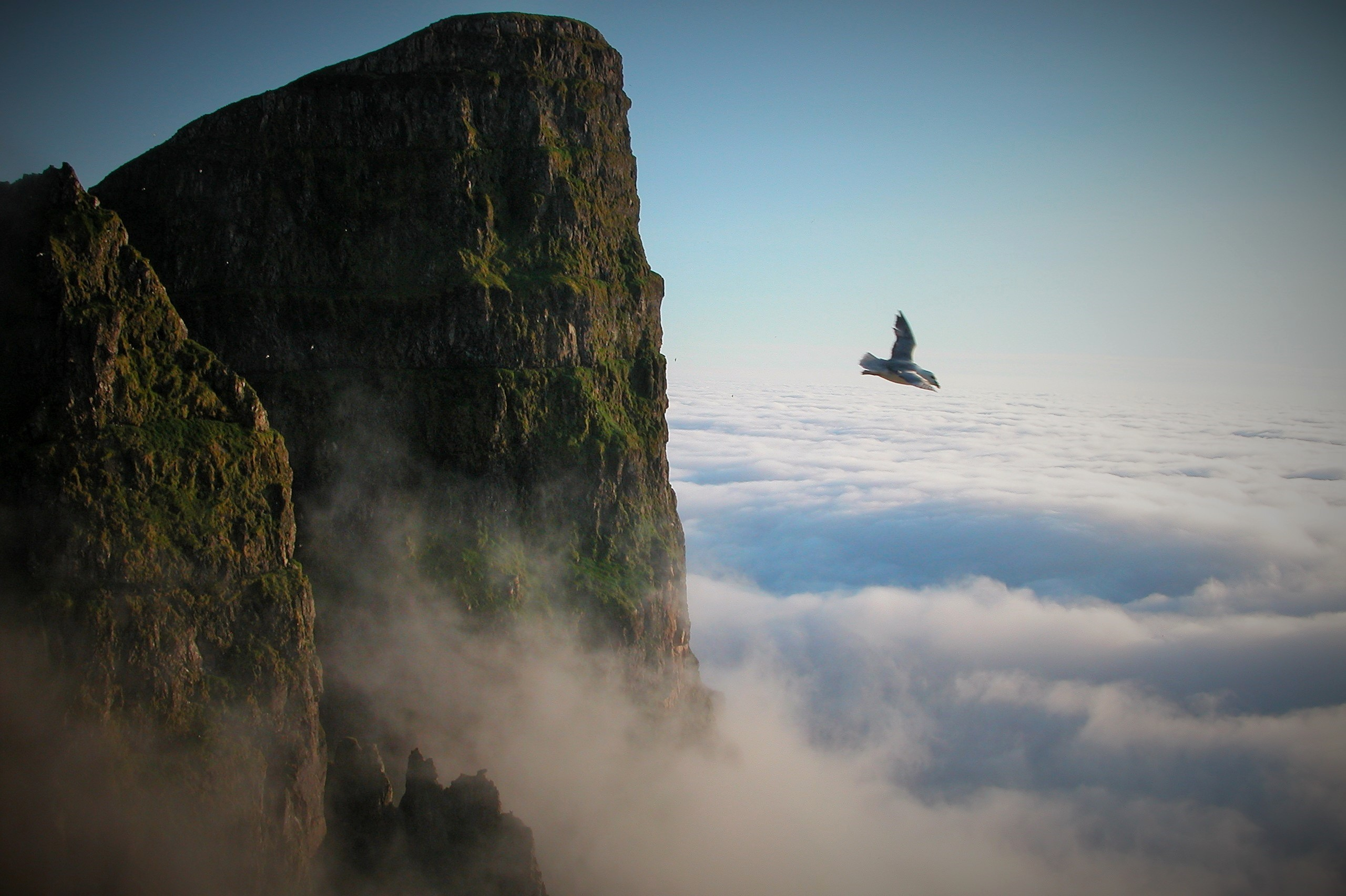
Beinisvørð nord for Sumba.
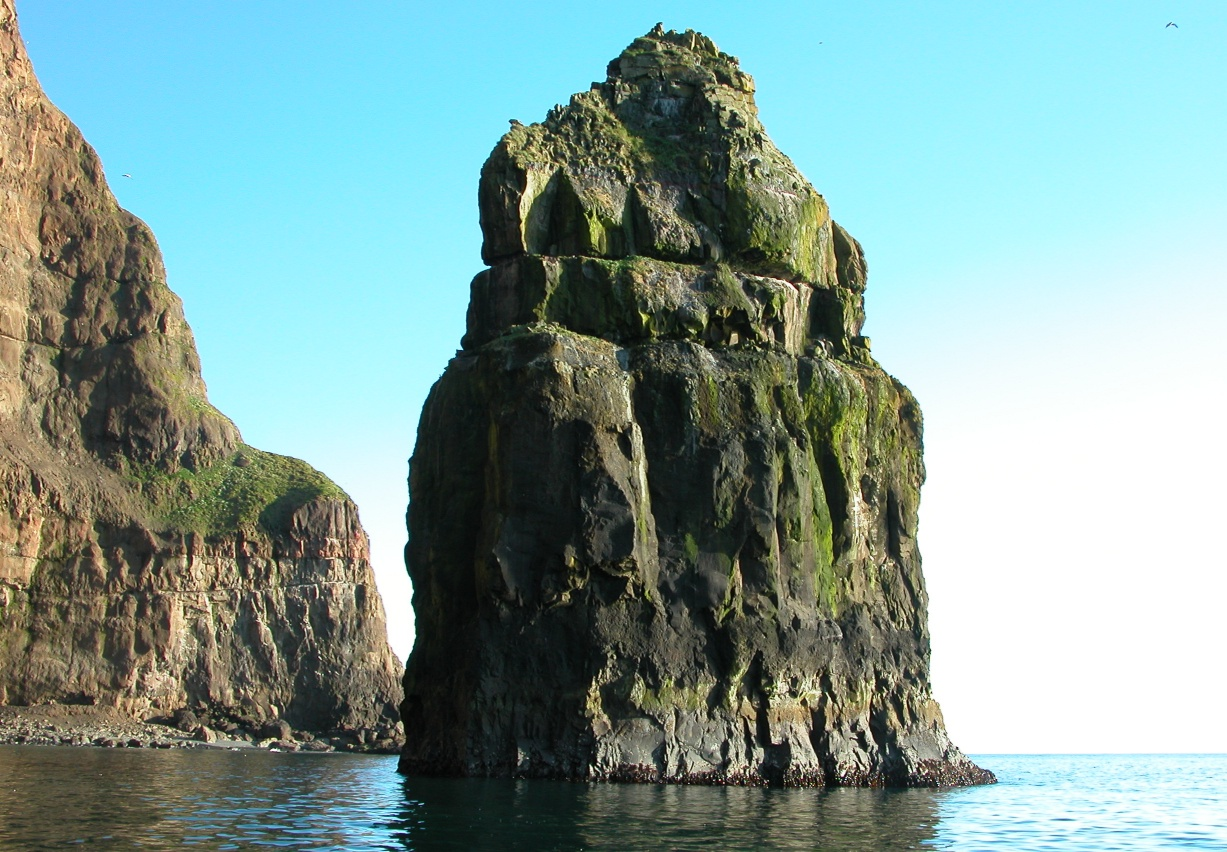
Stakkur
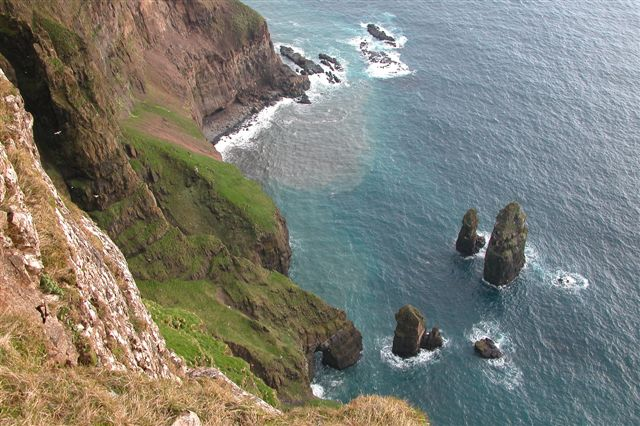
Beinisvørð